# Cangulo-do-sargaço
O cangulo-do-sargaço (Xanthichthys ringens), também conhecido como cangulo-do-sargassum, é uma espécie de cangulo nativo do Atlântico Ocidental. Possui hábitos pelágicos, sendo vistos frequentemente nadando entre algas-sargaço flutuantes na superfície d'água. Possui uma coloração azulada-acinzentada com a cauda vermelha, além de possuir pequenas manchas escuras pelo corpo.
É uma espécie nativa do Atlântico Ocidental, sendo encontrado na Carolina do Sul, EUA, para o Golfo do México e Mar do Caribe para o Mar de Sargaço, Bermudas e Bahamas para as Antilhas até o Rio de Janeiro, Brasil. Raramente avistado no Atlântico Central, em Santa Helena e Ascensão.